# Franz-Josef Heuser
Franz-Josef Heuser (* 1951 in Euskirchen) ist ein deutscher Offizier (Oberstleutnant a. D.) und Museumsleiter.

## Leben und Wirken
Heuser stammt ursprünglich aus dem Rheinland. Er durchlief die Laufbahn der Offiziere des Truppendienstes im Heer der Bundeswehr, 1998 wurde er Inspektionschef an der Offizierschule des Heeres in Dresden. Von 2003 bis 2006 war er als Nachfolger des Militärhistorikers Thomas Eugen Scheerer Direktor des Leitmuseums der Bundeswehr, dem Militärhistorischen Museum (MHM) in Dresden. Als solcher war er auch Herausgeber der MHM-Reihe Sammeln, Erforschen, Bewahren, Ausstellen. 2004 begann der Umbau des Museums durch den Architekten Daniel Libeskind. 2006 trat Heuser außer Dienst; sein Nachfolger wurde Ferdinand Freiherr von Richthofen.

## Schriften (Auswahl)
- (Hrsg.): Deutsche Militärgeschichte 1945–1970. Ausstellungsstücke (= Sammeln, Erforschen, Bewahren, Ausstellen. 6). Militärhistorisches Museum, Dresden 2004. (2. Auflage 2007)
- (Hrsg.): Hinterlassenschaften aus fünf Jahrhunderten. Ausstellungsstücke (= Sammeln, Erforschen, Bewahren, Ausstellen. 7). Militärhistorisches Museum, Dresden 2004.
- (Hrsg.): Sachsen im Bombenkrieg ". …und nun auch Dresden" (= Sammeln, Erforschen, Bewahren, Ausstellen. 8). Militärhistorisches Museum, Dresden 2005.
- (Hrsg.): "Vergraben an der Danziger Bucht". Dokumente nationalsozialistischer Führungsoffiziere (NSFO) der 7. Infanterie-Division aus dem Jahre 1945 (= Sammeln, Erforschen, Bewahren, Ausstellen. 9). Militärhistorisches Museum, Dresden 2005. (2. Auflage 2007)
- (Hrsg.): Dresden und das Militär (= Sammeln, Erforschen, Bewahren, Ausstellen. 10). Militärhistorisches Museum, Dresden 2006.
- (Hrsg.): Aus den Sammlungen (= Sammeln, Erforschen, Bewahren, Ausstellen. 11). Militärhistorisches Museum, Dresden 2006.